# Dicranodromia
Dicranodromia is een geslacht van kreeftachtigen uit de klasse van de Malacostraca (hogere kreeftachtigen).

## Soorten
- Dicranodromia alphonsei Martin & Guinot, in Guinot, 1995
- Dicranodromia baffini (Alcock & Anderson, 1899)
- Dicranodromia chacei Guinot, 1995
- Dicranodromia chenae Ng & Naruse, 2007
- Dicranodromia crosnieri Guinot, 1995
- Dicranodromia danielae Ng & Mclay, 2005
- Dicranodromia delli Ahyong, 2008
- Dicranodromia doederleini Ortmann, 1892
- Dicranodromia felderi Martin, 1990
- Dicranodromia foersteri Guinot, 1993
- Dicranodromia galapagensis Tavares & Lemaitre, 2014
- Dicranodromia karubar Guinot, 1993
- Dicranodromia mahieuxii A. Milne-Edwards, 1883
- Dicranodromia martini Guinot, 1995
- Dicranodromia nagaii Guinot, 1995
- Dicranodromia ovata A. Milne-Edwards, 1880
- Dicranodromia pequegnati Guinot, 1995
- Dicranodromia simplicia Guinot & Martin, in Guinot, 1995
- Dicranodromia spinosa Martin, 1994
- Dicranodromia spinulata Guinot, 1995